# H. David Politzer
Hugh David Politzer (født 31. august 1949) er en amerikansk teoretisk fysiker ved California Institute of Technology. Han modtog nobelprisen i fysik i 2004 sammen med David Gross og Frank Wilczek for deres opdageles af asymptotisk frihed i kvantekromodynamik.